# Голубая дивизия
250-я дивизия испанских добровольцев (нем. 250. Einheit spanischer Freiwilliger) — тактическое соединение сухопутных войск вооружённых сил нацистской Германии периода Второй мировой войны.
Традиционно известная в русскоязычных источниках как «Голубая дивизия», но в связи с отсутствием в части западноевропейских языков наименования оттенков синего цвета возможно прочтение и как «Синяя дивизия» (исп. División Azul, нем. Blaue Division) — дивизия из испанских добровольцев, сражавшихся на стороне Германии в ходе Второй мировой войны. Номинально считаясь укомплектованной членами «Испанской фаланги», на самом деле «Голубая дивизия» представляла собой смесь солдат регулярных войск, ветеранов Гражданской войны (как правило, из воевавших на франкистской стороне) и членов фалангистской милиции. Была составлена по испанским канонам: четыре пехотных полка и один артиллерийский.
«Голубая дивизия» была единственным соединением вермахта, награждённым «собственной» медалью (учреждённой в её честь).

## Формирование и особенности соединения
Не желая открыто втягивать Испанию во Вторую мировую войну на стороне Гитлера и в то же время стремясь укрепить режим Фаланги и обеспечить безопасность страны, Франсиско Франко занял положение вооружённого нейтралитета, предоставив Германии на Восточном фронте дивизию добровольцев, пожелавших бороться на стороне немцев против Советского Союза. Де-юре Испания сохраняла нейтралитет, в союзники Германии не входила и войну СССР не объявляла. Дивизия обрела своё название по синим рубашкам — форме Фаланги.
Министр иностранных дел Суньер, объявляя 24 июня 1941 года о формировании «Голубой дивизии», сказал, что СССР виновен в испанской гражданской войне, в том, что эта война затянулась, в том, что были массовые расстрелы, что были внесудебные расправы. По согласованию с немцами была изменена присяга — они присягали на верность не фюреру, а клялись бороться против коммунизма.
Формулировка, переведенная на испанский полковником Тронскос, звучала так:
Клянётесь ли вы перед Богом и вашей испанской честью в абсолютной верности Главе немецкой Армии Адольфу Гитлеру в борьбе против коммунизма, и клянётесь ли вы сражаться как храбрые солдаты и отдать вашу жизнь в любое мгновенье, чтобы выполнить эту клятву?
Мотивации у добровольцев были различны: от желания отомстить за погибших в Гражданской войне близких до желания скрыться (у бывших республиканцев, их было минимум от общего числа солдат дивизии — они, как правило, и составили впоследствии основную массу перебежчиков на сторону Красной армии, в итоге перебежчики провели как и все военнопленные из состава «Голубой дивизии» максимальный срок в трудовых лагерях, их не поощряли и не выделяли из общего числа, они сидели, как и все). Первый состав дивизии был сформирован в основном из добровольцев-фалангистов, а также в меньшей степени из людей, искренне желавших искупить своё республиканское прошлое или — подобно позднее ставшему известным режиссёром Луису Гарсии Берланга — облегчить участь своих родственников с республиканским прошлым. Немногие руководствовались корыстными соображениями — военнослужащие дивизии получали приличное по тем временам жалование в Испании, плюс жалование немецкое (соответственно 7,3 песеты от испанского правительства и 8,48 песет от немецкого командования в день).
26 июня руководители Фаланги в испанских провинциях получили циркуляр, в котором обозначались критерии для набора добровольцев: они должны были быть членами Фаланги или военными в возрасте от 20 до 28 лет.
75 % контингента должны были быть сформированы из бывших участников гражданской войны, и 25 % — остальные добровольцы. По данным критериям был сформирован первый состав дивизии.
По воспоминаниям, многие солдаты второго состава были не просто добровольцами, а фактически целенаправленно призванными. Также и политически неугодные режиму люди должны были отправиться на фронт.
Но в дальнейшем, за исключением первого состава дивизии, набор производился из кадровых военных.

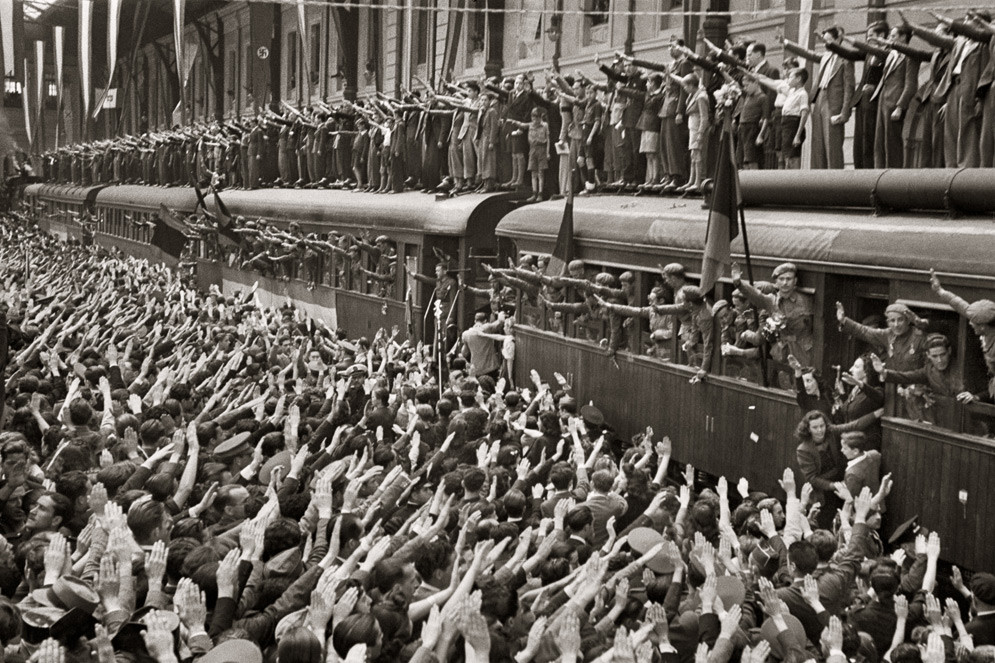
Добровольцы «Голубой дивизии» на вокзале в Мадриде отправляются на войну с СССР, 1941 год

13 июля 1941 года дивизия, насчитывавшая 18 693 человека (641 офицер, 2272 унтер-офицера, 15 780 нижних чинов), под командованием ветерана гражданской войны генерала Агустина Муньос Грандеса отбыла из Мадрида и была переведена в Германию для пятинедельной военной подготовки на учебном полигоне в городе Графенвёр.
Там (31 июля, после принятия присяги) она была включена в состав вермахта как 250-я пехотная дивизия.
Для обеспечения соответствия штата дивизии немецкой системе снабжения войск дивизия была вскоре переформирована на стандартную для вермахта трехполковую структуру.
Личный состав «лишнего» полка был распределен по остальным полкам дивизии, получившим название «мадридского», «валенсийского» и «севильского» (по месту жительства большей части добровольцев в этих полках). Каждый пехотный полк состоял из трех батальонов (по четыре роты) и двух рот огневой поддержки.
Артполк дивизии состоял из четырёх батальонов (по три батареи). Из части высвободившегося личного состава был сформирован штурмовой батальон, вооруженный, в основном, пистолетами-пулеметами. Впоследствии, после больших потерь этот батальон был расформирован. Из добровольцев-летчиков была сформирована «Голубая эскадрилья» (Escuadrillas Azules), вооруженная самолётами Bf. 109 и FW-190. На счёт летчиков эскадрильи было записано 156 сбитых советских самолётов.
Изначально в составе дивизии было всего девять офицеров Испанского легиона Вооружённых сил Испании, командование которого не желало отправлять своих людей в дивизию, чтобы не ослаблять собственные части. Со временем доля военнослужащих Испанского легиона выросла до 16,4% от личного состава всей дивизии
Также в состав дивизии входили 1 тыс. членов Португальского легиона «под испанским флагом».
28 августа 1941 года дивизия была доставлена по железной дороге в Сувалки (Польша), откуда она должна была совершить 900-километровый пеший марш до Смоленска, а затем — под Москву. 26 сентября находившаяся на марше под Витебском дивизия была перенаправлена под Ленинград, где была включена в состав немецкой 16-й армии (Группа армий «Север»).
За всё время существования дивизии через её состав прошло более 40 тысяч человек (по другим источникам и оценкам — более 50 тыс.).
Офицеры Русской императорской армии, воевавшие за Франко и получившие гражданство в конце 1939 года, попытались вступить в дивизию. Из 28 человек, поданных общим списком, приняли примерно половину. Вступление осложнялось немецкими запретами: хотя испанцы и очень нуждались в переводчиках, немцы последовательно запрещали белоэмигрантам служить в рядах вермахта, не доверяя русским националистам. Один из служивших в дивизии эмигрантов, Владимир Иванович Ковалевский, прошедший пять войн, оставил резко критичные мемуары о своей службе в испанской дивизии.

## Боевые действия

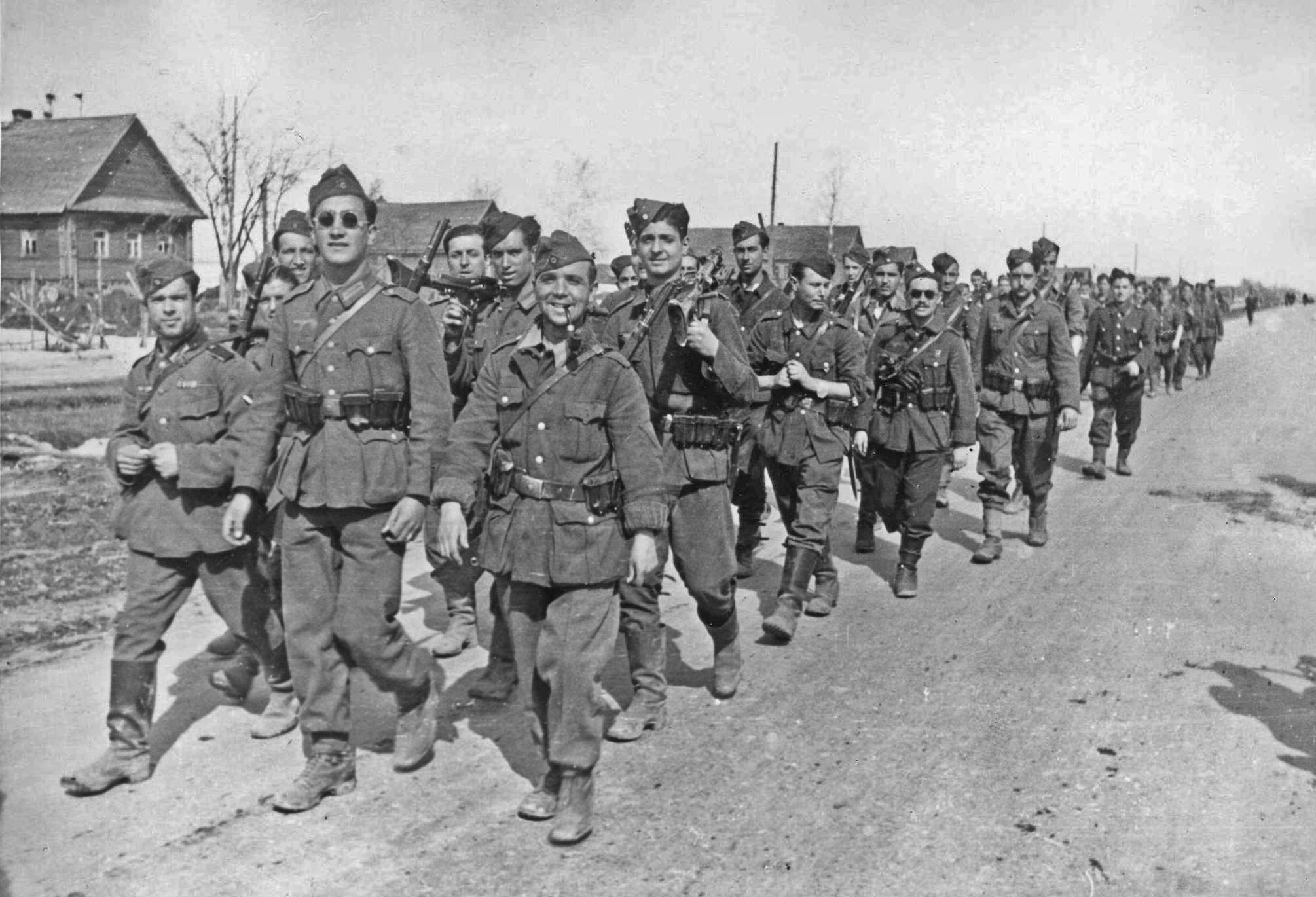
Испанские добровольцы вермахта на территории СССР

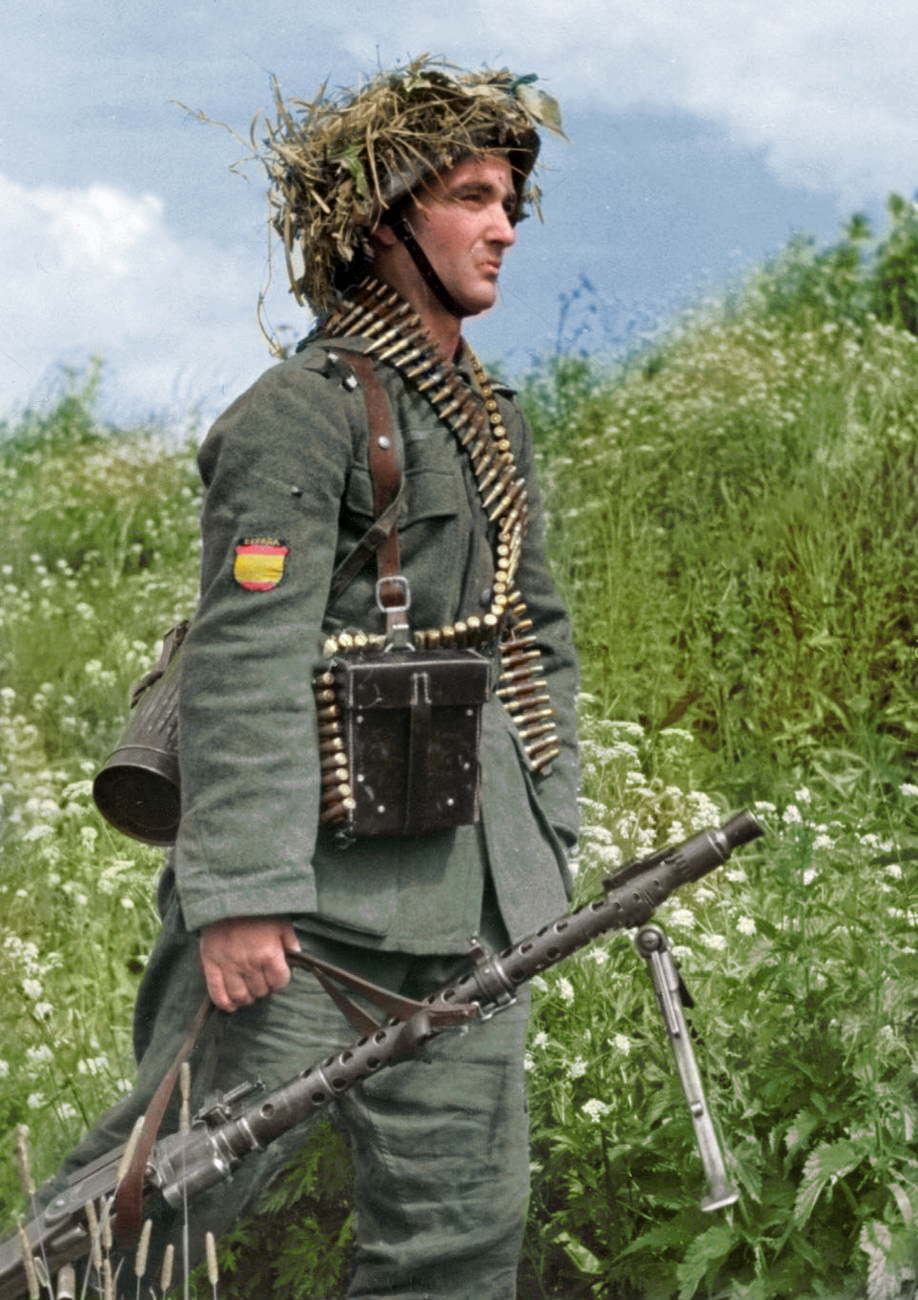
Солдат Голубой дивизии с MG 34 в окрестностях Ленинграда, весна 1943 г.

С октября 1941 года до августа 1942 года дивизия занимала позиции севернее и южнее Новгорода по р. Волхов и оз. Ильмень (50 км участок фронта). Штаб дивизии располагался недалеко от Новгорода в деревне Григорово. Затем дивизия была переведена под Ленинград и заняла блокадные позиции в районе р. Ижора (Пушкин, Колпино, Красный Бор). К этому времени командование дивизией принял генерал Эмилио Эстебан.
При планировании операции «Полярная звезда» советское командование рассматривало «Голубую дивизию» как слабое звено немецкой обороны. В частности, командарм 55-й армии В. П. Свиридов был об испанцах такого мнения: «Сброд, хлюпики сопливые. Завшивели, обмораживаются, клянут тот день, когда оказались в России… Теперь я покажу им. Как только возьмем Красный Бор, пущу стрелковую бригаду через Неву во фланг… Сейчас немцы не те, да и мы другие».
Однако, с 10 февраля по 2 апреля 1943 года «Голубая дивизия» выдержала два удара многократно превосходящих сил советской 55-й армии и, понеся огромные потери, смогла удержать занимаемые позиции. На участке фронта под Красным Бором длиной почти в 6 километров, четыре советских дивизии (приблизительно 44 тысячи человек) и 2 танковых полка не смогли прорвать оборону испанцев (около четырёх с половиной тысяч человек). Советские войска понесли на этом участке большие потери. Потери испанцев только за день боев составили более 2 тыс. человек убитыми и ранеными. На смену разбитым частям испанской дивизии подошли подразделения двух немецких дивизий, 212-й и 215-й. Подробное см. Красноборская операция (1943).
Ещё в Польше проявилось особое отношение испанцев к дисциплине. Несколько солдат ушло в самоволку в штатской одежде и были задержаны гестапо — из-за своей внешности они были приняты за евреев. Товарищи освободили своих после перестрелки.
О дисциплине в дивизии говорит и такой факт:

…бургомистр Новгорода Фёдор Иванович Морозов погиб от рук испанского солдата из «Голубой дивизии». Власти организовали выдачу молока беременным женщинам. Каждое утро выстраивалась очередь, в которую потихоньку стали пристраиваться солдаты «Голубой дивизии». Они мирно стояли вперемешку с беременными женщинами, не требуя себе лишнего. Получали общую норму и чинно удалялись. Но бургомистр Морозов, возмущённый тем, что молока катастрофически не хватает, как-то пришёл в управу в состоянии среднего алкогольного опьянения и спустил одного из испанцев с лестницы пинком под зад. Пересчитав носом все ступеньки, испанец вскочил и разрядил в городского голову магазин своего пистолета…— 
Владимир Ковалевский общался с убийцей городского головы в конце 1941 года:
Я всё ещё думал, что это шутка, но он серьёзно мне ответил: “Я убил alcalde (городского голову) города Новгорода”. И, не ожидая моих расспросов, стал подробно рассказывать все подробности этого преступления. Пришёл он со своим приятелем грабить и хотел снять кольцо с руки городского головы; тот стал защищаться: “А я тогда поднял винтовку и выстрелил. Не мог же я позволить, чтобы русский мог обидеть моего приятеля…” Ясно и просто. “Я не думаю, чтобы за это ему было большое наказание, — вмешался в разговор один из жандармов. — Во-первых, он действовал в состоянии законной самообороны, а во-вторых, велика вещь, одним русским больше или меньше…”

Сочетание высокой боеспособности и разгильдяйства было отмечено после боя в Красном Бору высказыванием генерала Гальдера:
Если вы увидите немецкого солдата небритого, с расстёгнутой гимнастёркой и выпившего, не торопитесь его арестовывать — скорее всего, это испанский герой.
Эта фраза до сих пор висит в клубе ветеранов Голубой дивизии в Мадриде.

## Финал боевого пути

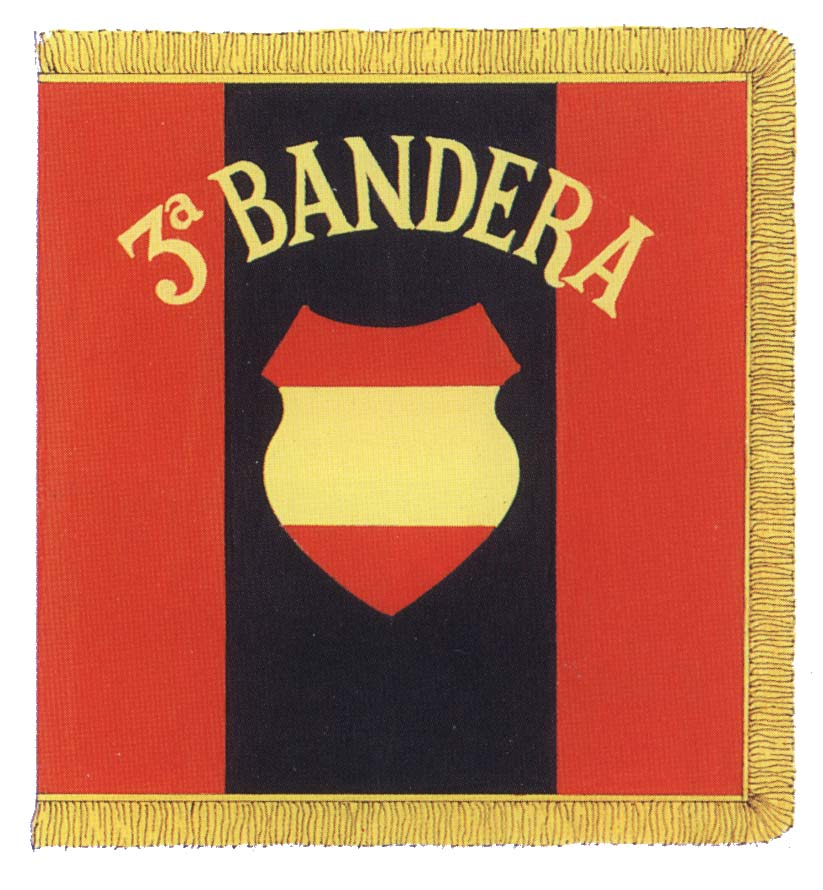
Знамя 3-го батальона (бандеры) Испанского легиона вермахта

Из-за сильного внешнеполитического давления Франсиско Франко 20 октября 1943 принял решение о выводе «Голубой дивизии» с фронта и расформировании соединения. Однако, многие испанцы отказались возвращаться домой, и 3 ноября 1943 года уже правительство Испании приказало своим гражданам вернуться в страну. Даже после этого на Восточном фронте осталось около 2 тыс. испанцев, в основном фалангистов, из которых был сформирован добровольческий «Голубой легион» под немецким командованием. Позднее его численность увеличилась до 3 тыс. человек за счет добровольцев, перебиравшихся через границу Испании в районе французского города Лурд. После того, как Франко начал переговоры со странами антигитлеровской коалиции, большая часть военнослужащих «Голубого легиона» была репатриирована немцами 21 марта 1944 года. Несколько сотен оставшихся испанцев вступили в войска СС и воевали до самого конца войны. В окружённом Берлине до капитуляции сражалось 7 тыс. испанцев.

## Награды
Солдаты и офицеры «Голубой дивизии» получили следующие награды:
- 3 Рыцарских креста с дубовыми листьями.
- 3 Немецких креста в золоте
- 138 Железных крестов Первого класса
- 2 359 Железных крестов Второго класса
- 2 216 Крестов воинской доблести с мечами

### Потери

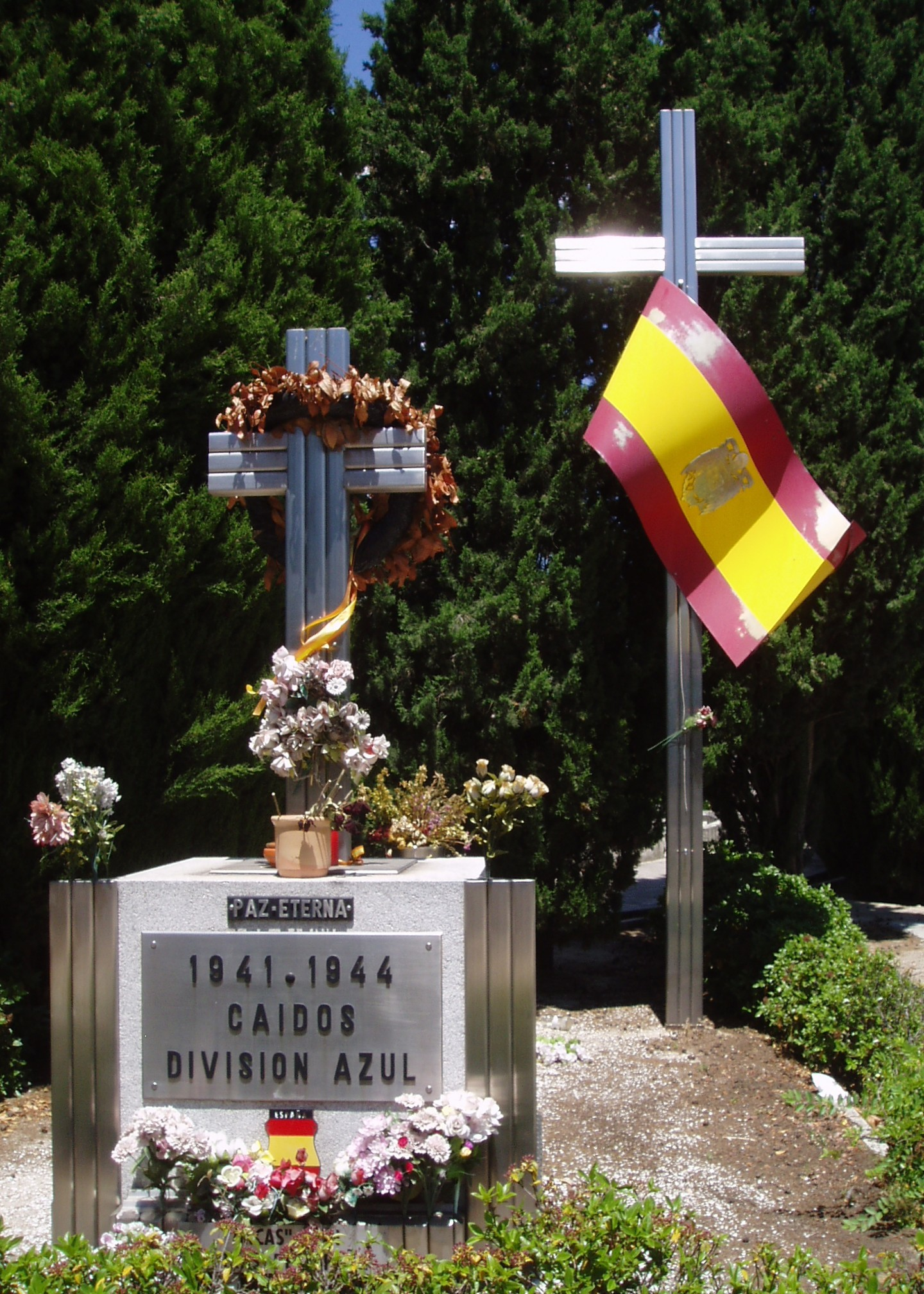
Монумент павшим солдатам Голубой дивизии на кладбище Альмудена.

За время боёв с Красной Армией Голубая дивизия понесла следующие потери:
- 4957 убитых
- 8766 раненых
- 326 пропавших без вести
- 372 попавших в плен (большинство вернулись в Испанию в 1954 году).
- 1600 получили обморожения
- 7800 заболели.

Генерал Эмилио Эстебан-Инфантес, командовавший «Голубой дивизией», в своей книге «Голубая дивизия. Добровольцы на Восточном фронте» приводит следующие цифры потерь дивизии: 14 тысяч — на Волховском фронте и 32 тысячи — на Ленинградском (зима — весна 1943 года). В документальном фильме Карла Хофкера «Голубая дивизия Азуль. История испанских добровольцев» приводятся следующие данные итоговых потерь испанских добровольцев на Восточном фронте «из 47000 человек общие потери составили 3600 человек погибших, кроме того, 8500 раненых, 7800 заболевших различными болезнями, также 1600 человек получили обморожения и 321 человек попал в плен». При этом потери «Голубой дивизии» убитыми на Волховском фронте Карл Хофкер оценивает в 1400 человек.

### Дальнейшая судьба

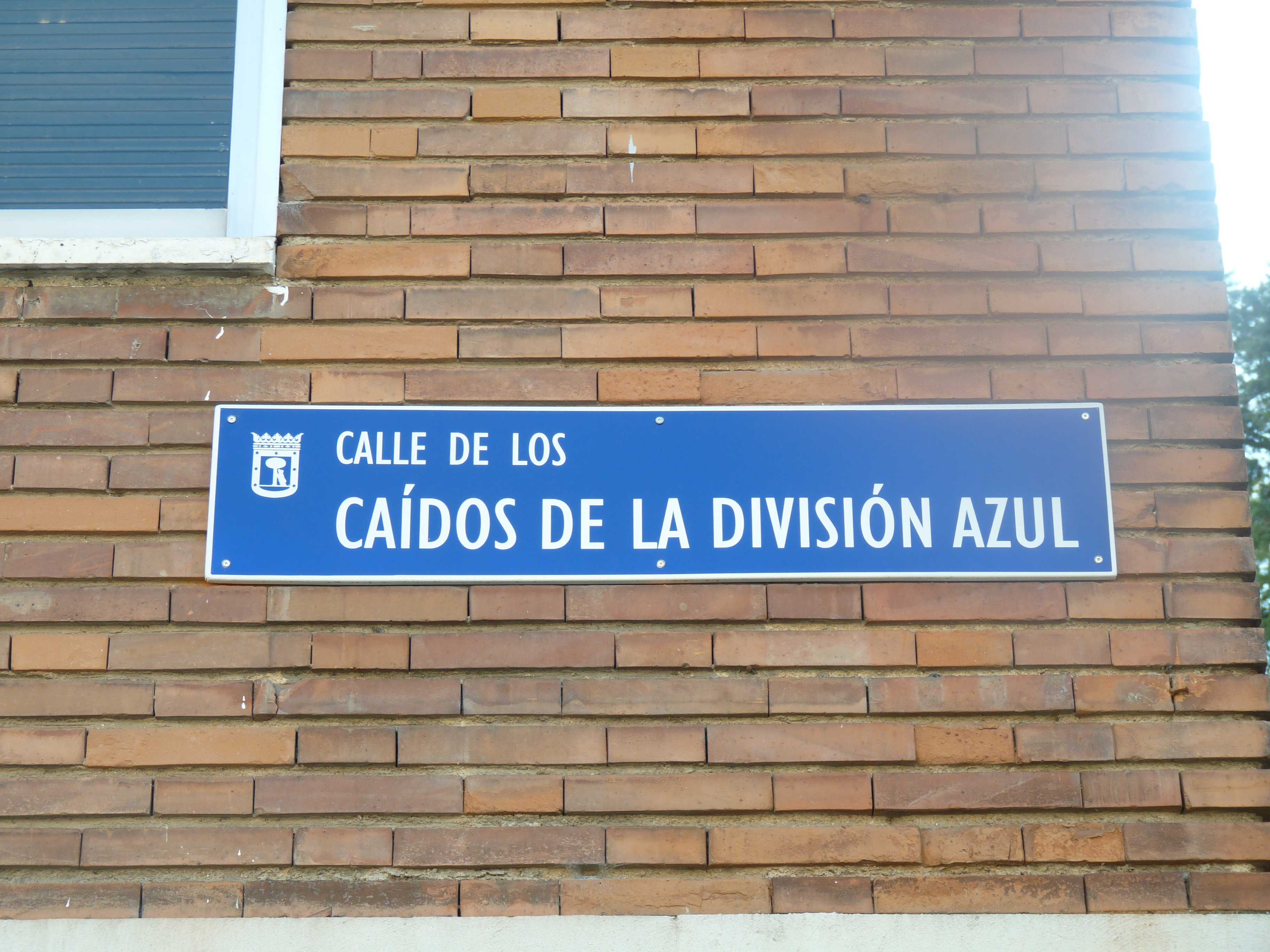
Улица павших солдат дивизии в Мадриде

Многие бывшие солдаты «Голубой дивизии» сделали успешную военную карьеру в послевоенной Испании. На их орденских планках рядом с испанскими медалями были видны Железные кресты, а на рукаве некоторые продолжали носить испанский флаг как отличительный знак, похожий на тот, что был нашит на немецкой форме. Как пишут испанские специалисты, лучшую книгу о лечении обморожений, доступную в 1940—1950-х, написал военный врач 250-й дивизии. В некоторых городах по сей день есть улица Синей дивизии.
В Вологде в 1949 году состоялся футбольный матч между местной командой «Динамо» и командой, сформированной из испанских военнопленных, служивших в «Голубой дивизии».

## Состав
- Управление
  - Штаб (Cuartel General)
  - Штаб вооружений и служб (Estado Mayor y Jefaturas de Servicios)
  - Штабная рота дивизии (Compañía de Tropas del Cuartel General)
  - 250-я секция полевой жандармерии (Sección de Gendarmería de Campaña 250.º)
  - 250-я почтовая служба (Estafeta Postal 250.º)
- 262-й пехотный полк (Regimiento de infantería 262.º)
  - Управление 262-го пехотного полка (Plana Mayor de Mando Regimiento 262.º)
  - I/262-й батальон (Batallón I/262.º) 
    - Штаб 1/262-го батальона (Plana Mayor Batallón I/262.º)
    - 1-я/262-я пехотная рота (Compañía 1.ª/262.º)
    - 2-я/262-я пехотная рота (Compañía 2.ª/262.º)
    - 3-я/262-я пехотная рота (Compañía 3.ª/262.º)
    - 4-я/262-я рота тяжёлого вооружения (Compañía 4.ª/262.º)

  - II/262-й батальон (Batallón II/262.º) 
    - Штаб II/262-го батальона (Plana Mayor Batallón II/262.º)
    - 5-я/262-я пехотная рота (Compañía 5.ª/262.º)
    - 6-я/262-я пехотная рота (Compañía 6.ª/262.º)
    - 7-я/262-я пехотная рота (Compañía 7.ª/262.º)
    - 8-я/262-я рота тяжёлого вооружения (Compañía 8.ª/262.º)

  - III/262-й батальон (Batallón III/262.º)
    - Штаб III/262-го батальона (Plana Mayor Batallón III/262.º)
    - 9-я/262-я пехотная рота (Compañía 9.ª/262.º)
    - 10-я/262-я пехотная рота (Compañía 10.ª/262.º)
    - 11-я/262-я пехотная рота (Compañía 11.ª/262.º)
    - 12-я/262-я рота тяжёлого вооружения (Compañía 12.ª/262.º)

  - Подразделения прямого подчинения (Dependientes del mando del Regimiento)
    - 13-я/262-я батарея пехотных орудий (6 75-мм и 2 150-мм пехотных орудия) (Compañía 13.ª/262.º, de Cañones de Infantería)
    - 14-я/262-я противотанковая батарея (Compañía 14.ª/262.º, de Antitanques)
    - 15-я/262-й штабная рота (Compañía 15.ª/262.º, Mixta de Plana Mayo)
- 263-й пехотный полк (Regimiento de infantería 263.º): такой же как 262-й пехотный полк
- 269-й пехотный полк (Regimiento de infantería 269.º): такой же как 262-й пехотный полк
- 250-й мобильный резервный батальон (Batallón de reserva móvil 250.º)
  - Штаб 250-го мобильного резервного батальона (Plana Mayor Batallón Reserva Móvil 250.º)
  - 1-я/250-я мобильная резервная рота (Compañía 1.ª/Reserva Móvil 250.º)
  - 2-я/250-я мобильная резервная рота (Compañía 2.ª/Reserva Móvil 250.º)
  - 3-я/250-я мобильная резервная рота (Compañía 3.ª/Reserva Móvil 250.º.)
  - Позднее была добавлена 4-я/250-я мобильная резервная рота (Más adelante se añadió la Compañía Reserva Móvil 4.ª/250.º)
- 250-й артиллерийский полк (Regimiento de artillería 250.º)
  - Штабная батарея полка (Batería de Plana Mayor del Regimiento 250.º)
  - 1-я группа (Grupo I/250.º)
    - Штабная батарея группы (Batería de Plana Mayor del Grupo I)
    - 1-я батарея (Batería 1.ª/250.º)
    - 2-я батарея  (Batería 2.ª/250.º)
    - 3-я батарея (Batería 3.ª/250.º)

  - 2-я группа (Grupo II/250.º)
    - Штабная батарея группы (Batería de Plana Mayor del Grupo II)
    - 4-я батарея (Batería 4.ª/250.º)
    - 5-я батарея (Batería 5.ª/250.º)
    - 6-я батарея (Batería 6.ª/250.º)

  - 3-я группа (Grupo III/250.º)
    - Штабная батарея группы (Batería de Plana Mayor del Grupo III)
    - 7-я батарея (Batería 7.ª/250.º)
    - 8-я батарея (Batería 8.ª/250.º)
    - 9-я батарея (Batería 9.ª/250.º)

  - 4-я группа (Grupo IV/250.º)
    - Штабная батарея группы (Batería de Plana Mayor del Grupo IV)
    - 10-я батарея (Batería 10.ª/250.º)
    - 11-я батарея (Batería 11.ª/250.º)
    - 12-я батарея (Batería 12.ª/250.º)

  - Подразделения, созданные в конечном итоге для выполнения пехотных задач (Unidades creadas eventualmente para cumplir misiones de infantería)
    - 13-я/250-я наземная батарея (Batería pie a tierra 13.ª/250.º)
    - 14-я/250-я наземная батарея (Batería pie a tierra 14.ª/250.º)
    - 15-я/250-я наземная батарея (Batería pie a tierra 15.ª/250.º)
- 250-я группа разведки (Grupo de exploración 250.º)
  - 1-й разведывательный эскадрон (Plana Mayor de Exploración 250.º)
  - 2-й разведывательный эскадрон (Escuadrón 1.º/250.º)
  - Противотанковая секция (Escuadrón 2.º/250.º)
  - Секция связи (Sección Antitanque de Exploración 250.º)
  - В 1942 году был добавлен 3-й разведывательный эскадрон (Sección de Transmisiones de Exploración 250.º)
- 250-й сапёрный батальон (Batallón de zapadores 250.º)
  - Штаб 250-го сапёрного батальона (Plana Mayor de Zapadores 250.º)
  - 1-я/250-я сапёрная рота (Compañía de Zapadores 1.ª/250.º)
  - 2-я/250-я сапёрная рота (Compañía de Zapadores 2.ª/250.º)
  - 3-я/250-я сапёрная рота (Compañía de Zapadores 3.ª/250.º)
  - 250-я лёгкая колонна сапёрного парка (Columna Ligera de Parque de Zapadores 250.º)
- 250-я противотанковая группа (Grupo antitanque 250.º)
  - Штаб 250-й противотанковой группы (Plana Mayor de Antitanques 250.º)
  - 1-я/250-я противотанковая рота (Compañía Antitanque 1.ª/250.º)
  - 2-я/250-я противотанковая рота (Compañía Antitanque 2.ª/250.º)
  - 3-я/250-я противотанковая рота (Compañía Antitanque 3.ª/250.º)
- 250-я группа связи (Grupo de transmisiones 250.º)
  - Штаб (Plana Mayor del Grupo de Transmisiones 250.º)
  - 250-я телефонная рота (Compañía de Teléfonos 250.º)
  - 250-я радио рота (Compañía de Radio 250.º)
  - 250-я лёгкая колонна средств связи (Columna Ligera de Parque de Transmisiones 250.º)
- 250-я медицинская группа (Grupo de sanidad 250.º)
  - 1-я/250-я медицинская рота (Compañía de Sanidad 1.ª/250.º)
  - 2-я/250-я медицинская рота (Compañía de Sanidad 2.ª/250.º)
  - 250-я рота полевого госпиталя (Compañía de Hospital de Campaña 250.º)
  - 1-й/250-й автомобильный отряд скорой помощи (Sección de Ambulancias Automóviles 1.ª/250.º)
  - 2-й/250-й автомобильный отряд скорой помощи (Sección de Ambulancias Automóviles 2.ª/250.º)
- 250-я интендантская группа (Grupo de intendencia 250.º)
  - 250-я мясницкая рота (Compañía de Carnización 250.º)
  - 250-я хлебопекарная рота (Compañía de Panificación 250.º)
  - 250-я секция снабжения (Sección de Abastecimientos 250.º)
- 250-я транспортная группа (Grupo de transporte 250.º)
  - Штаб 250-й транспортной группы (Plana Mayor Transporte 250.º)
  - 1-я/250-я грузовая колонна (Columna de Camiones 1.ª/250.º)
  - 2-я/250-я грузовая колонна (Columna de Camiones 2.ª/250.º)
  - 3-я/250-я грузовая колонна (Columna de Camiones 3.ª/250.º)
  - 4-я/250-я гипомобильная колонна (Columna Hipomóvil 4.ª/250.º)
  - 5-я/250-я гипомобильная колонна (Columna Hipomóvil 5.ª/250.º)
  - 6-я/250-я гипомобильная колонна (Columna Hipomóvil 6.ª/250.º)
  - 7-я/250-я лёгкая колонна (Columna Ligera 7.ª/250.º)
  - 8-я/250-я лёгкая колонна (Columna Ligera 8.ª/250.º)
  - 9-я/250-я лёгкая колонна (Columna Ligera 9.ª/250.º)
  - 250-я топливная колонна (Columna de Combustibles 250.º)
  - 250-я мастерская секция (Sección de Taller 250.º)
  - 250-я трудовая рота (Compañía de Mano de Obra 250.º)
- Инспекция испанских больниц (Inspección de hospitales españoles)
  - Порховский эвакогоспиталь (Hospital de Evacuación de Porjov.)
  - Рижский эвакуационный госпиталь (Hospital de Evacuación de Riga.)
  - Вильнюсский эвакуационный госпиталь (Hospital de Evacuación de Vilna.)
  - Берлинская больница для выздоравливающих (Hospital de Convalecientes de Berlín.)
  - Кёнигсбергская больница для выздоравливающих (Hospital de Convalecientes de Königsberg.)
  - Больница для выздоравливающих Хоф (Hospital de Convalecientes de Hof.)
- 250-я лыжная рота (Compañía de Esquiadores 250.º)
- 250-я ветеринарная рота (Compañía Veterinaria 250.ª)[17][18]